# Aegyptopithecus zeuxis
Aegyptopithecus zeuxis Simons, 1965 è un primate estinto, vissuto nell'Oligocene (Rupeliano, tra 33,9 e 28,4 milioni di anni fa), i cui resti fossili furono scoperti in Egitto. Il nome Aegyptopithecus, deriva dal greco antico e significa "scimmia egiziana".

## Ritrovamenti
L'Aegyptopithecus zeuxis fu scoperto da Elwyn Simmons nel 1966. È dibattuta la questione se l'Aegyptopithecus debba considerarsi un genere a sé stante o se debba essere considerato facente parte del Propliopithecus. Nel primo caso la sola specie documentata di questo genere è l'A. zeuxis e lo specimen di riferimento è CGM26901.
L'Aegyptopithecus zeuxis è una primordiale scimmia catarrina i cui resti fossili sono stati ritrovati nella formazione di Gebel Qatrani, nella provincia di Fayum in Egitto. È ritenuta una catarrina ancestrale, precedente alla suddivisione tra piccoli e grandi primati antropomorfi. Gli studi sui resti fossili del cranio ne hanno fatto uno dei primati estinti più conosciuti.

## Dimensioni del cervello
Nella depressione di Fayum fu scoperto da Rajeev Patnaik il reperto CGM 85785, un cranio di giovane esemplare femmina di Aegyptopithecus zeuxis, la cui capacità cranica era di 14,63 cm³; un altro cranio, il reperto CGM 40237 attribuito a un maschio, è stato accuratamente rimisurato indicando una capacità cranica di 21,8 cm³, mentre in precedenza era stato ritenuto avere una capacità di circa 30 cm³. Queste misure danno un rapporto di capacità endocranica tra maschio e femmina di circa 1,5 indicando che l'A. zeuxis era già una specie dimorfica.
In confronto ad altri antropoidi, i lobi frontali dell'A. zeuxis sono considerati piuttosto piccoli, mentre i bulbi olfattivi, pur di piccole dimensioni, non sono troppo piccoli in relazione alle dimensioni del corpo. In complesso il rapporto tra il cervello è il peso corporeo dell'A. zeuxis è considerato più simile ai strepsirrhini che ai primati.

## Dimensioni corporee
In base alle dimensioni dei denti e dei resti di femore, il peso corporeo dell'A. zeuxis è stimato essere stato di 6,708 kg.
La lunghezza funzionale del femore è stata calcolata in 150 mm, vale a dire più grande del Cebus apella e più piccola dell'Alouatta seniculus.

## Locomozione
Sono stati trovati tre resti di femore nei siti Quarry I (DPC 5262 and 8709) e Quarry M (DPC 2480) che vengono datati a 33 milioni di anni fa, nell'Oligocene.
L'angolo di articolazione del femore (120-130 gradi) corrisponde a un quadrupede antropoide, non adatto a muoversi a balzi, con abitudini arboricole, dato che la regione articolare distale del femore è più profonda di quella delle scimmie catarrine successive. La morfologia complessiva del femore indica che l'A. zeuxis era piuttosto robusto.
Le falangi delle mani e dei piedi suggeriscono una notevole capacità di presa, come è richiesto a un quadrupede arboricolo.
Anche la morfologia dell'omero, con flange brachiali pronunciate e muscoli stabilizzatori sui flessori brachiali invece che sugli estensori, è in linea con un quadrupede arboricolo.
La morfologia dell'ulna e l'articolazione dell'omero indicano che l' A. zeuxis era anche relativamente grande e e lento,, conformemente a quanto già indicato dalla morfologia del femore.

## Dieta
Gli studi delle microusure e microfessurazioni dei molari suggeriscono che l'Aegyptopithecus fosse essenzialmente frugivoro, ma occasionalmente si nutrisse anche di cibi duri.

## Habitat
L'Aegyptopithecus viveva nella depressione di Fayum, nel nord dell'Egitto una zona che oggi è semiarida e priva di vegetazione, ma che nell'Oligocene aveva una fitta vegetazione subtropicale ed era caratterizzata da stagionalità delle piogge.

## Dimorfismo sessuale
Le dimensioni dei denti, la morfologia craniale, le dimensioni del cervello e il peso corporeo indicano un dimorfismo sessuale presente nell'A. zeuxis. Pertanto si ritiene che la struttura sociale fosse poligama e che vi fosse un'accesa competizione tra i maschi per la conquista delle femmine.